# Skippy
A Skippy egy 1931-es Norman Taurog által rendezett amerikai családi vígjáték. A produkciót négy Oscar-díjra jelölték, melyből a legjobb rendezőit sikerült megnyernie. A történet alapjául Percy Crosby képsora szolgált.
A Skippy az egyetlen olyan film ezidáig, mely képregényen vagy grafikus novellán alapszik és jelölték az Oscar-díj legjobb film kategóriájában. A 9 éves főszereplő, Jackie Cooper Oscar-jelölése legjobb férfi főszereplő kategóriában szintén rekordnak számít. Ilyen fiatalon még senki nem került a legrangosabb filmes díj közelébe.

## Történet
|  | Alább a cselekmény részletei következnek! |

A történet középpontjában Skippy (Jackie Cooper) áll, aki az új barátján Sookyn (Robert Coogan) próbál segíteni, aki a nyomornegyedben él.

## Szereposztás
| Színész           | Karakter     |
| ----------------- | ------------ |
| Jackie Cooper     | Skippy       |
| Robert Coogan     | Sooky        |
| Mitzi Green       | Eloise       |
| Jackie Searl      | Sidney       |
| Willard Robertson | Dr. Skinner  |
| Enid Bennett      | Mrs. Skinner |
| Helen Jerome Eddy | Mrs. Wayne   |

## Oscar-díj
- Oscar-díj (1931)
  - díj: legjobb rendező – Norman Taurog
  - jelölés: legjobb film – Paramount Pictures
  - jelölés: legjobb férfi főszereplő – Jackie Cooper
  - jelölés: legjobb forgatókönyv – Joseph L. Mankiewicz

## Fordítás
- Ez a szócikk részben vagy egészben  a   Skippy című angol Wikipédia-szócikk fordításán alapul.  Az eredeti cikk szerkesztőit annak laptörténete sorolja fel. Ez a jelzés csupán a megfogalmazás eredetét és a szerzői jogokat jelzi, nem szolgál a cikkben szereplő információk forrásmegjelöléseként.